# Atletica leggera ai Giochi della XXVIII Olimpiade - Lancio del giavellotto maschile

Video della Finale

Il lancio del giavellotto ha fatto parte del programma di atletica leggera maschile ai Giochi della XXVIII Olimpiade. La competizione si è svolta nei giorni 26 e 28 agosto 2004 allo Stadio Olimpico di Atene. Vi hanno preso parte 33 atleti.

## Presenze ed assenze dei campioni in carica
| Competizione         | Atleta            | Prestazione | Atene 2004 |
| -------------------- | ----------------- | ----------- | ---------- |
| Olimpiadi 2000       | Jan Železný       | 90,17 m     | Presente   |
| Commonwealth 2002    | Steve Backley     | 86,81 m     | Presente   |
| Europei 2002         | Steve Backley     | 88,54 m     | Presente   |
| Coppa del mondo 2002 | Sergej Makarov    | 86,44 m     | Presente   |
| Asiatici 2002        | Li Rongxiang      | 82,21 m     | Presente   |
| Panamericani 2003    | Emeterio González | 81,72 m     | Assente    |
| Africani 2003        | Gerhardus Pienaar | 76,95 m     | Presente   |
| Mondiali 2003        | Sergej Makarov    | 85,44 m     | Presente   |
|                      |                   |             |            |
| Mondiali junior 2000 | Gerhardus Pienaar | 78,11 m     | Presente   |

1. ↑  Sotto la bandiera della Gran Bretagna.
2. ↑  Sotto la bandiera della Russia.
3. ↑  La palla di ferro pesa 6 kg.

## Turno eliminatorio
Qualificazione81,00 m
Dieci atleti ottengono la misura richiesta (miglior prestazione: 87,25 di Breaux Greer). Vengono ripescati i 2 migliori lanci. Boris Henry, sfortunato, si infortuna durante il riscaldamento e deve rinunciare a lanciare.

## Finale
Stadio olimpico, sabato 28 agosto, ore 20:40.
Due tra i più grandi protagonisti della specialità alle Olimpiadi sono alla loro ultima partecipazione: Jan Železný e Steve Backely.

Breaux Greer, autore del miglior lancio di qualificazione, si è infortunato; prova lo stesso un lancio ma non ce la fa e si ritira. Dopo il primo turno tre atleti sono in testa con misure vicino agli 85 metri: Vadims Vasilevskis, Sergej Makarov e Andreas Thorkildsen.

Al secondo turno Thorkildsen lascia il gruppo con 86,50 (record personale). La gara subisce una netta involuzione: nessuno riesce più a migliorarsi. Così Thorkildsen resta in tuta per le ultime due prove mentre Makarov cerca inutilmente di superare Vasilevskis.
| Pos | Paese       | Atleta              | Misura  |
| --- | ----------- | ------------------- | ------- |
|     | Norvegia    | Andreas Thorkildsen | 86,50 m |
|     | Lettonia    | Vadims Vasilevskis  | 84,95 m |
|     | Russia      | Sergej Makarov      | 84,74 m |
| 4   | Regno Unito | Steve Backley       | 84,13 m |
| 5   | Russia      | Aleksander Ivanov   | 83,31 m |
| 6   | Estonia     | Andrus Värnik       | 83,25 m |
| 7   | Lettonia    | Eriks Rags          | 83,14 m |
| 8   | Finlandia   | Tero Pitkämäki      | 83,01 m |

Il campione uscente, Jan Železný, si classifica nono con un lancio di 80,59 metri.